# Morfontaine
Morfontaine és un municipi francès situat al departament de Meurthe i Mosel·la i a la regió del Gran Est. L'any 2007 tenia 1.122 habitants.

## Demografia

### Població
El 2007 la població de fet de Morfontaine era de 1.122 persones. Hi havia 388 famílies, de les quals 64 eren unipersonals (20 homes vivint sols i 44 dones vivint soles), 100 parelles sense fills, 208 parelles amb fills i 16 famílies monoparentals amb fills.
La població ha evolucionat segons el següent gràfic:
Habitants censats

### Habitatges
El 2007 hi havia 422 habitatges, 398 eren l'habitatge principal de la família i 24 estaven desocupats. 375 eren cases i 47 eren apartaments. Dels 398 habitatges principals, 307 estaven ocupats pels seus propietaris, 86 estaven llogats i ocupats pels llogaters i 5 estaven cedits a títol gratuït; 3 tenien una cambra, 9 en tenien dues, 28 en tenien tres, 145 en tenien quatre i 213 en tenien cinc o més. 352 habitatges disposaven pel capbaix d'una plaça de pàrquing. A 132 habitatges hi havia un automòbil i a 227 n'hi havia dos o més.

### Piràmide de població
La piràmide de població per edats i sexe el 2009 era:
| Homes | Edats   | Dones |
| ----- | ------- | ----- |
| 0     | 95 o +  | 4     |
| 0     | 90 a 94 | 4     |
| 0     | 85 a 89 | 12    |
| 0     | 80 a 84 | 4     |
| 4     | 75 a 79 | 8     |
| 28    | 70 a 74 | 28    |
| 8     | 65 a 69 | 8     |
| 28    | 60 a 64 | 16    |
| 4     | 55 a 59 | 12    |
| 8     | 50 a 54 | 8     |
| 36    | 45 a 49 | 36    |
| 40    | 40 a 44 | 32    |
| 48    | 35 a 39 | 64    |
| 32    | 30 a 34 | 56    |
| 24    | 25 a 29 | 20    |
| 24    | 20 a 24 | 24    |
| 40    | 15 a 19 | 40    |
| 48    | 10 a 14 | 40    |
| 52    | 5 a 9   | 24    |
| 24    | 0 a 4   | 32    |

## Economia
El 2007 la població en edat de treballar era de 749 persones, 579 eren actives i 170 eren inactives. De les 579 persones actives 522 estaven ocupades (284 homes i 238 dones) i 57 estaven aturades (28 homes i 29 dones). De les 170 persones inactives 38 estaven jubilades, 55 estaven estudiant i 77 estaven classificades com a «altres inactius».

### Ingressos
El 2009 a Morfontaine hi havia 394 unitats fiscals que integraven 1.101,5 persones, la mediana anual d'ingressos fiscals per persona era de 17.688 €.

### Activitats econòmiques
Dels 13 establiments que hi havia el 2007, 7 eren d'empreses de construcció, 1 d'una empresa de comerç i reparació d'automòbils, 1 d'una empresa d'hostatgeria i restauració, 1 d'una empresa de serveis, 2 d'entitats de l'administració pública i 1 d'una empresa classificada com a «altres activitats de serveis».
Dels 6 establiments de servei als particulars que hi havia el 2009, 1 era un paleta, 2 guixaires pintors, 1 fusteria, 1 lampisteria i 1 perruqueria.
L'any 2000 a Morfontaine hi havia 5 explotacions agrícoles.

## Equipaments sanitaris i escolars
El 2009 hi havia 1 escola maternal i 1 escola elemental.

## Poblacions més properes
El següent diagrama mostra les poblacions més properes.